# Llista d'alcaldes d'Esplugues de Llobregat

Escut d'Esplugues de Llobregat

L'alcalde o batlle d'Esplugues de Llobregat és la màxima autoritat política de l'Ajuntament d'Esplugues de Llobregat. D'acord amb la Llei Orgànica 5/1985, de 19 de juny, del Règim Electoral General (actualment en vigor) l'alcalde és elegit per la corporació municipal de regidors, que al seu torn són elegits per sufragi universal pels ciutadans d'Esplugues de Llobregat amb dret a vot, mitjançant eleccions municipals celebrades cada quatre anys. En la mateixa sessió de constitució de la corporació es procedeix a l'elecció de l'alcalde; en poden ésser candidats tots els regidors que encapçalen les llistes corresponents. És proclamat electe el candidat que obté la majoria absoluta dels vots. Si cap obté aquesta majoria, és proclamat alcalde el regidor que encapçala la llista més votada pels ciutadans.
L'Ajuntament d'Esplugues ha tingut almenys 42 alcaldes en l'època moderna, des de 1840, incloent-hi l'actual alcalde, Eduard Sanz García, al càrrec des del 2 d'octubre del 2024. El primer alcalde de la ciutat va ser Salvador Cadena, que va ocupar el càrrec l'any 1840.
El tractament protocol·lari per a qualsevol batlle de Catalunya i, per tant, també el d'Esplugues, és el d'il·lustríssim senyor.

## Relació d'alcaldes d'Esplugues
Batlles d'Esplugues de Llobregat:
| Núm. | Alcalde                    | Inici mandat  | Fi mandat     | Partit polític | Partit polític                       |
| ---- | -------------------------- | ------------- | ------------- | -------------- | ------------------------------------ |
| 1    | Salvador Cadena            | 1840          | 1841          |                |                                      |
| 2    | Jaume E. Estella           | 1841          | 1843          |                |                                      |
| 3    | Josep Ramoneda             | 1843          | 1844          |                |                                      |
| 4    | Cristòfol Casas            | 1844          | 1849          |                |                                      |
| 5    | Baldiri Faura              | 1849          | 1850          |                |                                      |
| 6    | Josep Campreciós           | 1850          | 1852          |                |                                      |
| 7    | Feliu Ribas                | 1852          | 1854          |                |                                      |
| 8    | Joan Galtés i Baratau      | 1854          | 1857          |                |                                      |
| 9    | Josep Ramoneda             | 1857          | 1861          |                |                                      |
| 10   | Josep Campanyà i Fatjó     | 1861          | 1863          |                |                                      |
| 11   | Joaquim Rovira             | 1863          | 1867          |                |                                      |
| 12   | Francesc Amigó             | 1867          | 1868          |                |                                      |
| 13   | Tomàs Thomàs               | 1868          | 1869          |                |                                      |
| 14   | Joan Galtés i Baratau      | 1869          | 1873          |                |                                      |
| 15   | Pau Company                | 1873          | 1876          |                |                                      |
| 16   | Salvador Cadena            | 1876          | 1878          |                |                                      |
| 17   | Josep Asmarats i Petit     | 1878          | 1879          |                |                                      |
| 18   | Josep Companyà i Fatjó     | 1879          | 1881          |                |                                      |
| 19   | Josep Campreciós i Vilapua | 1881          | 1884          |                |                                      |
| 20   | Vicenç Obiols              | 1884          | 1893          |                |                                      |
| 21   | Joaquim Piera i Nanot      | 1893          | 1895          |                |                                      |
| 22   | Josep Campreciós i Vilapua | Desembre 1895 | Gener 1854    |                |                                      |
| 23   | Isidre Martí               |               |               |                |                                      |
| 24   | Joan Tinturé i Campreciós  |               | desembre 1914 |                |                                      |
| 25   | Josep Argemí i Campreciós  | desembre 1914 | octubre 1923  |                |                                      |
| 26   | Fèlix Brillas i Jorba      | octubre 1923  | Juliol 1926   |                | Dictadura de Primo de Rivera         |
| 27   | Josep Martí i Brillas      | Juliol 1926   | Abril 1927    |                | Dictadura de Primo de Rivera         |
| 28   | Pere Astals i Vila         | Abril 1927    | Abril 1931    |                | Dictadura de Primo de Rivera         |
| 29   | Josep Argemí i Campreciós  | Abril 1931    | Juny 1931     |                | Esquerra Republicana de Catalunya    |
| 30   | Martí Figueras i Castillo  | Juny 1931     | Desembre 1933 |                | Esquerra Republicana de Catalunya    |
| 31   | Rossend Montaner i Roig    | Gener 1934    | Febrer 1936   |                |                                      |
| 32   | Rafael Sebastià i Irla     | Febrer 1936   | Gener 1939    |                | Esquerra Republicana de Catalunya    |
| 33   | Melcior Llavinés i Roca    | Gener 1939    | Abril 1945    |                | Dictadura Franquista                 |
| 34   | Josep Mañé i Baleta        | Abril 1945    | Octubre 1945  |                | Dictadura Franquista                 |
| 35   | Salvi Almató i Espinach    | Octubre 1945  | Octubre 1945  |                | Dictadura Franquista                 |
| 36   | Josep Martí i Brillas      | Octubre 1945  | Abril 1946    |                | Dictadura Franquista                 |
| 37   | Gaietà Faura i Rodon       | Abril 1946    | Febrer 1956   |                | Dictadura Franquista                 |
| 38   | Luis Lorenzo Sampedro      | Febrer 1956   | Desembre 1969 |                | Dictadura Franquista                 |
| 39   | Josep Català i Soler       | Gener 1970    | Abril 1979    |                | Dictadura Franquista                 |
| 40   | Antoni Pérez i Garzón      | Abril 1979    | Març 1998     |                | Partit dels Socialistes de Catalunya |
| 41   | Lorenzo Palacín Badorrey   | Març 1998     | Juny 2006     |                | Partit dels Socialistes de Catalunya |
| 42   | Pilar Díaz i Romero        | Juny 2006     | Octubre 2024  |                | Partit dels Socialistes de Catalunya |
| 43   | Eduard Sanz García         | Octubre 2024  |               |                | Partit dels Socialistes de Catalunya |